# Мария Маргарета фон Насау-Висбаден
Мария Маргарета фон Насау-Висбаден (на немски: Marie Margarethe von Nassau-Wiesbaden; * 9 август 1487, замък Зоненберг, Висбаден; † 2 март 1548) е графиня от Насау-Идщайн-Висбаден и чрез женитба графиня на Насау-Вайлбург.

## Произход
Тя е голямата дъщеря на граф Адолф III фон Насау-Висбаден-Идщайн (1443 – 1511) и съпругата му Маргарета фон Ханау-Лихтенберг (1463 – 1504), дъщеря на граф Филип I фон Ханау-Лихтенберг. Сестра е на граф Филип I (1490 – 1558).

## Фамилия
Мария Маргарета се омъжва през 1501 г. за граф Лудвиг I фон Насау-Вайлбург (* 1466 или 1473; † 28 май 1523). Те имат шест деца, от които три умират като деца:
- Филип III (* 20 септември 1504; † 4 октомври 1559)

∞ 1523 Елизабет фон Сайн († 5 февруари 1531)
∞ 1536 Анна фон Мансфелд († 26 декември 1537)
∞ 1541 Амалия фон Изенбург-Бюдинген (* 23 юни 1522; † 18 май 1579)
- Анна (* 7 октомври 1505; † 28 ноември 1564), ∞ 1523 граф Йохан III фон Насау-Байлщайн (1495 – 1561)
- Лудвиг (1507 – 1507)
- Лудвиг (1508 – 1510)
- Елизабет
- Йохан